# Mundka
Mundka is een census town in het district West-Delhi van het Indiase unieterritorium Delhi.

## Demografie
Volgens de Indiase volkstelling van 2001 wonen er 43.898 mensen in Mundka, waarvan 56% mannelijk en 44% vrouwelijk is. De plaats heeft een alfabetiseringsgraad van 68%.